# Louie Vito
Louis Philip Vito III, detto Louie (Columbus, 20 marzo 1988), è uno snowboarder statunitense naturalizzato italiano.

## Biografia
È nato e cresciuto nell'Ohio, negli Stati Uniti d'America. I suoi nonni erano migranti di origini italiana e si stabilirono a Rome: la nonna Filomena migrò da giovane, il nonno Louis entrò da clandestino e non fu mai naturalizzato.
Ha rappresentato gli Stati Uniti ai Giochi olimpici invernali di Vancouver 2010, dove si è classificato 5º nell'halfpipe, sua specialità prediletta.
Ai mondiali di Sierra Nevada 2017 si è classificato 8°, mentre a quelli di Aspen 2021 14°.
Ha fatto la sua seconda apparizione olimpica vestendo i colori dell'Italia a Pechino 2022 al Genting Snow Park di Zhangjiakou, in cui è stato eliminato nel turno di qualificazione con il tredicesimo tempo; è stato il primo degli esclusi dalla finale dell'halfpipe.

## Palmarès

### Winter X Games
- 7 medaglie:
  - 2 ori (superpipe a Tignes 2011; superpipe a Tignes 2013)
  - 3 argenti (superpipe ad Aspen 2006; superpipe a Tignes 2012; superpipe ad Aspen 2014)
  - 2 bronzi (superpipe a Tignes 2010; superpipe ad Aspen 2011)

### Mondiali juniores
- 1 medaglia:
  - 1 argento (halfpipe a Zermatt 2005)

### Coppa del Mondo
- Miglior piazzamento nella Coppa del Mondo di snowboard freestyle: 15º nel 2013
- Miglior piazzamento nella Coppa del Mondo di halfpipe: 9º nel 2013 e nel 2017
- 3 podi:
  - 1 secondo posto
  - 2 terzi posti